# Santa Maria Assunta (Gallarate)

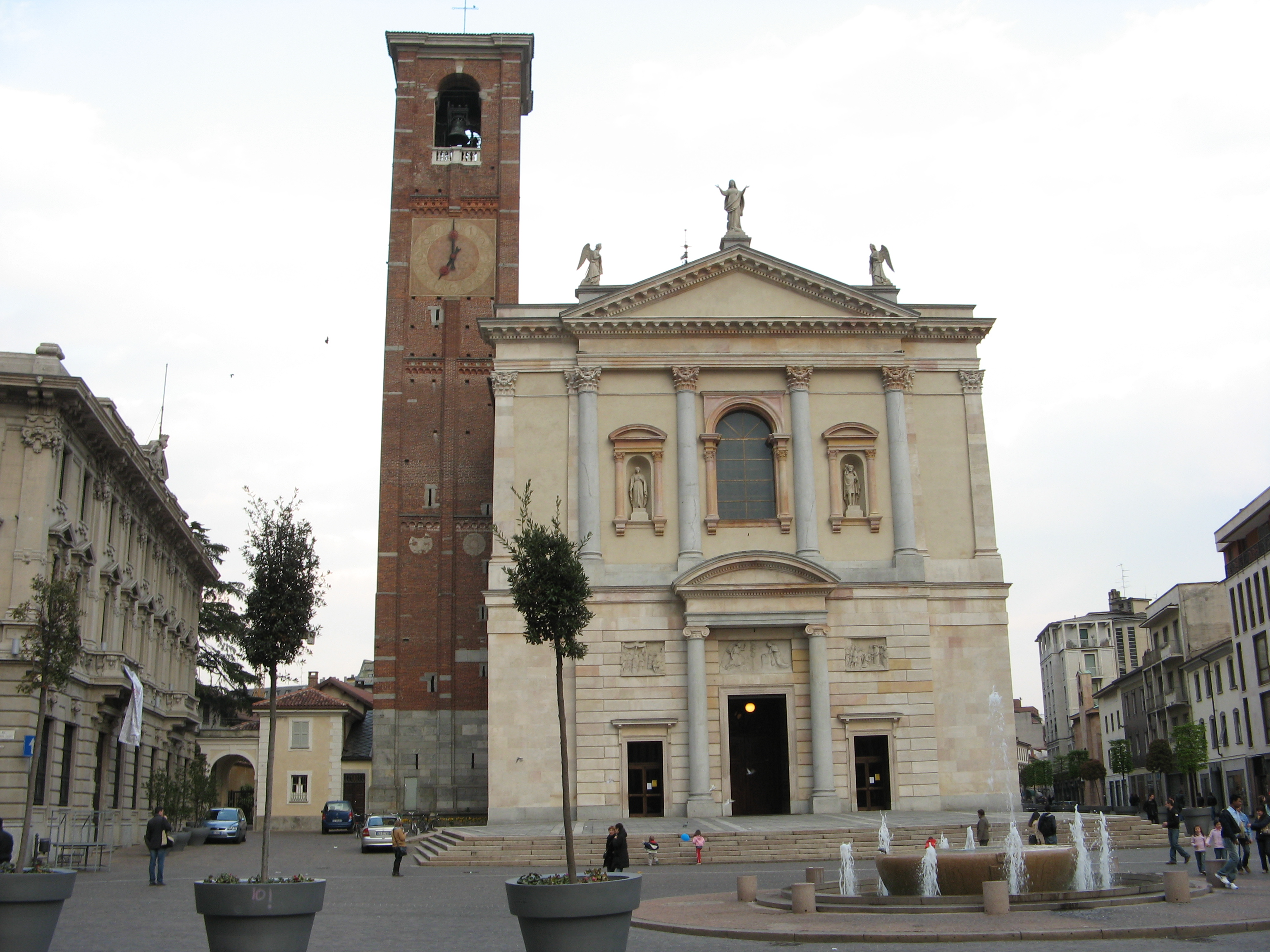
Fassade der Basilika

Die Basilika Santa Maria Assunta ist die Hauptkirche von Gallarate. Die zum Erzbistum Mailand gehörende Kirche erhielt im April 1946 durch Papst Pius XII. den Rang einer Basilica minor.

## Geschichte
Es gab zwei Vorgängerkirchen, beide waren Santa Maria gewidmet. Die erste wird in einem Pergament von 974 erwähnt. Die zweite wurde zwischen dem 14. und 15. Jahrhundert gebaut. Von ihr stammt noch der 45 Meter hohe Glockenturm aus dem Jahr 1454. Da die Kirche instabil geworden war, musste sie 1856 abgerissen werden. Die heutige Basilika wurde dann zwischen 1856 und 1861 nach einem Entwurf von Giacomo Moraglia errichtet. Nach dessen Tod 1860 wurde der Bau durch Camillo Boito fortgesetzt, der 1870 die Fassade fertigstellen konnte. Die einschiffige Kirche hat eine Länge von 89 Metern und einer Breite von 17,30 Metern. Die Kuppel besitzt bei einem Durchmesser von 18 Metern eine Höhe von 27 Metern. 2016 wurden umfangreiche Restaurierungsarbeiten begonnen.

## Ausstattung
Die Innenausstattung wurde ab 1885 erst durch Carlo Maciachini geleitet. Die Kirche erhielt von 1887 bis 1891 bedeutende Fresken durch Luigi Cavenaghi. Für die  Vergoldungen und Statuen arbeiteten weiter die Brüdern Stocchetti und Cavenaghi mit dem Vergolder Giuseppe Tosi und den Stuckateuren Giacomo Sozzi, Antonio Soldini, Giacomo Bertini sowie dem Bildhauer Odoardo Tabacchi an der Innenausstattung der Basilika.
Die Orgel stammt aus dem Jahr 1922.